# تولد (روستا)
تولد (به مجاری:  Told) یک منطقهٔ مسکونی در مجارستان است که در ناحیه برتیواوی‌فالو واقع شده‌است. تولد ۱۴٫۹۱ کیلومتر مربع مساحت و ۳۰۶ نفر جمعیت دارد.